# Mikhail Ulyanov
Mikhail Alexandrovich Ulyanov (Tara, 20 de novembro de 1927 – Moscou, 26 de março de 2007) foi um actor russo que personalizou o teatro e cinema oficial Soviético pós-Segunda Guerra Mundial. Ele foi nomeado um "Artista do Povo da USSR" em 1969 e recebeu um prémio especial no Festival Internacional de Veneza em 1982.

## Biografia
Ulyanov trabalhou no Vakhtangov Theatre desde 1950 e dirigiu-o desde 1987.
Em relação ao cinema, ele foi frequentemente elencado em peças leais aos líderes comunistas como  Vladimir Lenin e Marshal Zhukov. Os Irmãos Karamazov, um filme de 1969 que ele co-realizou, foi nomeado para o Óscar de melhor filme em língua estrangeira. Também protagonizou Tema (1979) e Private Life (1982), os filmes que venceram os prémios principais nos festivais de cinema de Berlim e Veneza, respectivamente.
Mais recentemente, foi aclamado pelos papéis de Julius Caesar na adaptação ao grande ecrã da peça de Shakespeare (1990), Pôncio Pilatos na adaptação cinematográfica de The Master and Margarita (1994), e de um vingativo atirador veterano em The Rifleman of the Voroshilov Regiment (1999), realizado por Stanislav Govorukhin.
Ulyanov morreu aos 79 anos, em 26 de Março de 2007, devido a problemas intestinais.